# Атикисая
Атикисая (исп. Atiquizaya) — город и муниципалитет в Сальвадоре, в департаменте Ауачапан.

## История
С незапамятных времён в этих местах жили индейцы, относящиеся к племенной группе майя, которые говорили на языке покомам. В XV веке их завоевали пипили, говорящие на языке науа, которые дали этому населённому пункту его современное название, означающее «место, полное воды».